# Каде, Феликс
Луи Феликс Каде (фр. Louis Félix Cadet, 24 декабря 1827, Париж — 29 июня 1888, Вирофле, Ивелин, Франция) — французский публицист и педагог, инспектор образования.

## Биография
Родился в Париже.
Получил степени бакалавра наук и бакалавра искусств. До 1850 года преподавал историю в колледже Аяччо; в 1850-1851 годах — философию и историю в колледже Бедарье; в 1851-1852 — философию в колледже Суассон. Затем преподавал логику: до 1854 года — в имперской школе Макона, до 1855 года — в имперской школе Мулена, позже — в имперской средней школе Алжира. С 1859 года преподавал философию в имперской школе Реймса.
В 1870 году был назначен главным инспектором образования департамента Сена. В 1880 году стал заместителем генерального инспектора начального образования Жюля Ферри. В 1884 году назначен генеральным инспектором. В 1888 году, в связи с сокращением финансирования, был отправлен в отставку и умер в том же году в Вирофле.

### Личная жизнь
- Брат — Эрнеста Каде, юрист[3].

## Публикации
- «Examen du traité des devoirs de Cicéron» (1865);
- «Cours d'économie politique» (1868);
- «Histoire de l’economie politique» (1869—1871);
- «Pierre de Boisguilbert, sa vie et ses travaux» (1874);
- «Turgot» (1873); «Lettres sur la pédagogie» (1883);
- «Opuscules philosophiques de Pascal» (с комментариями):
- «L’Education de Port-Royal» (П., 1887).